# Ceratina fioresana
Ceratina fioresana é uma espécie de abelha polinizadora descoberta no Brasil, no estado de Goiás. A C. fioresana foi descoberta num projeto de investigação, promovido pela Bayer, iniciado em 2017, tendo a identificação da espécie sido anunciada na revista ZooKeys em 2020.
A principal diferença entre a C. fioresana e as outras abelhas do género Ceratina identificadas no Brasil são as manchas amarelas visiveis nas pernas, nos órgãos genitais masculinos e na zona facial.